# 弦音－風舞高中弓道部－
《弦音－風舞高中弓道部－》，是日本京都動畫旗下《KA Esuma文庫》出版的輕小說，作者是，插畫由擔任。該作品起先在2016年以《夜多的森弓道場》為標題，並入圍第7屆京都動畫大獎小說部門審査員特別獎。

## 故事簡介
鳴宮湊從國中時期就是弓道部的成員，在國中生涯最後的縣大賽被選為團體賽的選手，卻在決賽中因個人因素戰敗，從此之後他為逃避弓道而選擇退出社團直到進入高中生活為止。但是有一天，他與「夜多之森弓道場」高超的射手瀧川雅貴認識，因此下定決心重返弓道，加入弓道部以獲得縣大賽優勝為目標。

## 登場人物

### 風舞高中弓道部
鳴宮湊家附近公立高中的弓道部，在校園內擁有一座弓道場。一度休止後重建。初期曾有大量部員，因各種原因陸續退部。當前部員為五男三女，全員同級高一。縣大賽須五人一隊，故眾男生得以組隊參賽，有二男三女報名個人賽。預賽首日為個人賽，惟有一位女部員晉級至本選賽。次日的團體賽因有它校退出，竟與強校桐先高中同場競技，結果部分隊員因個別原因在兩個回合的預賽比試中心理先亂後振，最後在驚險的情況下通過預賽晉級。大賽當日，教練車禍消息傳來，先是個人賽的女部員未晉級決賽，團體賽的眾男生在女生斥罵後振作，但由於心理上的混亂依然無法維持水平，因末席同分爭取出賽權時，再度振作才勉強擠入八強。晉級八強後得知教練並無大礙。決賽中以一矢之差戰勝強大的對手桐先高中。
鳴宮湊（聲：上村祐翔）
身高173公分，生日12月21日。
小學起因母親和好聽的弦音而學習弓道，就讀名校桐先中學的初中時期的大賽中，因自己早氣的緣故造成隊伍落敗而喪失自信並逃避自己的弦音，復為家境放棄直升桐先。進入風舞高中時一度放棄弓道。偶遇瀧川雅貴，又因追慕更好的弦音決意重返弓道之路並積極治療其早氣的症狀。此時雅貴成為弓道部教練，每日練習的湊也漸轉開朗。合宿後，與原先不能磨合的弓道部員尤其是小野木海斗的關係拉近。之後亦期望與靜彌能夠彼此開誠布公增進溝通。縣大賽時重遇舊隊友藤原愁時，早氣的狀態稍微平復，然而靜彌的狀態卻開始不穩。靜彌穩定後，又在縣大賽當天遇上雅貴車禍。
與竹早靜彌、山之內遼平三人為總角之交。母親早故，與父親相依為命，負責家務炊事，家中伙食費固定，故精打細算。腰左有一大傷疤，為小學時車禍所留下，當時曾昏迷十天，而靜彌愧疚自己是禍首。定其於竹早醫院複診，靜彌父親為其複診醫師。
縣大賽預賽為落位，教練說此安排其實別有深意。預賽的二回賽前，發現自己求勝心切是早氣的主要原因後開始復原。愁在賽後要求湊追上來，湊亦答應決賽時會展現當前的最佳水平。大賽當日，發現自己賽場上恐懼的理由，並發現自己處於落位，故得以成為隊友的靠山，並提供團隊的觀察分析，從而理解團隊和個人相互依存的關係。決賽時，和團隊一起戰勝同屬落位的對手愁。
竹早靜彌（聲：市川蒼）
身高175公分，生日4月2日。
湊的總角之交之一、鄰居和好友。為人成熟穩重，但關愛湊時會欠缺冷靜。初中時期與湊同校同屬弓道部，大賽落敗後誤以為早氣只是一時現象而冷處理，最後使得兩人疏遠。為湊放棄直升桐先而追隨至風舞。入高中後成為重建後的弓道部部長，積極推動湊入部。認為自己和小學時期湊發生車禍有責任關係。
生在經營整形外科醫院的醫生世家。成績優秀，第一故成為新生入學代表。平時戴眼鏡，射箭時換隱形眼鏡。家裡飼有一狗「小熊」，但小熊相對更親近湊。
縣大賽預賽為中位。預賽時為隊中成績水平穩定、最佳的成員。平時在舊隊友愁前極力保護湊，然而預賽後愁卻指出靜彌其實並不喜愛弓道。靜彌心亂之餘，弓道益亂，教練雅貴也指出靜彌並不喜愛弓道後，當面表示討厭雅貴，即使情緒平復狀態恢復後，依然笑臉表示討厭教練。團隊賽事中，湊認為他氣定神閒，動作乾淨俐落。
山之內遼平（聲：鈴木崚汰）
身高182公分，生日是2月23日。
湊的總角之交之一，性格陽光，為人明快直爽，但有時太過熱切讓人生煩。小學與湊、靜彌同校，自小欽慕湊。初中時曾與他們不同校。當時因臨場見識到湊的弓道，想學習而參加武道，高中後正式學習弓道。積極拉攏湊入部。
縣大賽預賽為二的。預賽第一回合時依然對自己的能力缺乏信心，弓具店老闆中崎稱讚他的用心和熱情，在他的鼓勵下振作起來。團隊賽事中，湊認為他果斷。
地方大賽期間幫助前來賽場的藤原沙繪和管家東條去觀眾席觀賽，第一輪比賽結束後返回觀眾席與他們一起觀賞桐先的比賽，從而得知沙繪是愁的妹妹，並替其保密觀賽一事。後來因為工作人員搞錯了歸還的箭，在缺少備用箭的情況下，與湊去問愁借箭比賽，在賽後忘了把箭歸還給愁。
第二季動畫揭露其擁有劍道的段位，並在全校運動會中獲勝。
如月七緒（聲：矢野獎吾）
身高170公分，生日10月18日。
小野木海斗的表兄弟。見面打招呼喜用出自土耳其招呼語「Merhaba」的省略「咩嗨」。看似輕浮，但為人冷靜。甚受女生歡迎，甚至於校內有七緒的粉絲團，會騷擾七緒鄰近的人。常安撫暴躁不安的海斗；與遼平氣味相投。有一頂帽子是小野木所贈生日禮物，曾差點丟失，湊和海斗努力撈回時齊墜河，造就兩人交好的契機。預賽中他曾對湊提到，海斗好逞強，待人對己又極為笨拙，必須刺激海斗攪亂他來打破悶局，才能引導他。湊認為這是七緒在箭靶後的目標，也是他弓道的強大處。
縣大賽預賽為四的。個人賽預賽晉級至二回賽止步。預賽時水準維持，在海斗失落時故意刺激他。和湊提到自己為了海斗而射箭終有極限，終不如湊般衷心熱愛弓道全心付出的人。團隊賽事中，湊認為他柔和不爭。
小野木海斗（聲：石川界人）
身高178公分，生日9月22日。
七緒的表兄弟。性格認真愚直，好強好勝，心路較窄，好發牢騷。對弓道滿腔熱血，故對湊對待弓道的態度極為不滿。極為親近雅貴。自幼負責盯著七緒。不解棒球，卻為七緒特意去官方商店買棒球帽做禮物，七緒為之感動。不解森岡顧問認為弓道是團體戰的主張，認為弓道是實誠反映個人技藝水平的公平個人競賽。在合宿後與湊開始和好。想學弓返，教練告誡他弓返是結果不是目的，但縣大賽個人賽中依然執著，失利。縣大賽前曾為湊，與桐先對湊冷嘲熱諷的雙胞胎隊員爭吵，聽過七緒分析的湊在預賽通過後對海斗表示謝意，兩人關係進一步融洽。
縣大賽預賽為大前。個人賽預賽中因為重視此次社團的出道戰、刻意弓返和過度在意與愁的勝負而取敗，落選。團體賽預賽第一回合時的心境亦然，第二回合時，內心對自己的好勝要強有所反省後，逐漸回復正常水平。團隊賽事中，湊認為他性格細膩。
地方大賽對辻峰的比賽上受湊的影響擾亂了節奏，導致表現不佳。賽後把輸了比賽的責任全都歸咎自己。
瀧川雅貴（聲：淺沼晉太郎）
身高184公分，生日8月10日，年齡23歲。
弓道的啟蒙師父是其外祖父八坂（聲：佐藤正治）；父母離婚後與母親一起生活，後母親再婚，因而有了無血緣關係的兄長瀧川蓮。
相貌英俊，愛開玩笑，不拘小節，有時言語略顯輕浮。弓齡15年，於夜多神社擔任神主。湊在夜多之森弓道場遇見他在夜晚練習，在達成百日萬射的目標。曾與湊同樣患有早氣的毛病，幾歷研究磨煉，歸納出治療方式，如今已經痊癒。以自己的經歷成功鼓勵湊重返弓道。過去曾是嚴厲的人，如今棱角已磨。飼有一隻白貓頭鷹「風」。雅貴曾稱弓道部顧問森岡老師是談判高手，瞬間即說服雅貴出任教練，但其實曾一度拒絕，第二次時會答應出任教練的動機是出於「報復」撫養他長大同時也是弓道師傅的外祖父八坂，希望通過好好指導出像樣的弓手，超越外祖父嚴厲的教導方式並原諒他、忘記他。雅貴早氣時，外祖父並不諒解，他自行尋找解脫方法成功後，外祖父卻已經過世，雅貴開始百發百中，然而心靈空洞尋找不到方向，於是進行與已經過世的祖父對話的「鎮魂之箭」，打算百日萬射後放棄弓道，後因遇上同樣早氣的湊，才改變想法。湊等極力推動雅貴解決與外祖父的糾結，大賽前出訪青森的外祖父友人，卻發生交通意外。青森歸來後，發現自己其實連射型都和外祖父極為相似，頓時釋然。
起初弓道部男生間，以海斗對湊不滿為主，相處氣氛不佳。先以比試讓輸掉的眾男生從事雜役侍候弓道部女生，再以應付縣大賽預選賽的合宿為名極力使役，使眾男生不滿的同時讓男生協作，成功使他們和好融洽起來。在其指導下，部內燃起學習熱忱，預備出戰縣大賽。
森岡富男（聲：鈴木勝美）
學校新進老師，擔任山之內遼平的班級導師，任教科目是地理。受校長指派擔任風舞高中弓道部顧問。同道稱森岡六段，弓道高超，曾稱「鬼之射手」，今手抖之餘依然百發百中。犯有腰疼的老毛病，經常復發，故甚少射箭。主張弓道是團隊戰。
稱雅貴的祖父為大師傅。
妹尾梨可（聲：大地葉）
高大帥氣的黑短髮女生。深受花澤悠奈、白菊乃愛崇欽。縣大賽個人賽預賽中，眾女部員的惟一晉級二回賽者。隨後晉級本選，但決賽入圍失利。
花澤悠奈（聲：島袋美由利）
褐髪雙辮女生。著箭點容易偏右，故傾向瞄準標靶的左邊。縣大賽個人賽預賽落選。
白菊乃愛（聲：七瀨彩夏）
家境富裕，黑長束髮。對協助社團做攝影記錄的教練兄長瀧川蓮在言語上軟性的性騷擾，不留情面地即刻警告喝止。著箭點偏右。縣大賽個人賽預賽時發燒，落選。

### 桐先高中弓道部
私立完全中學的弓道部。校園建築為紅磚風格，設備完善，初中部與高中部有各自獨立的弓道場。地方上公認弓道實力最強。顧問武藤老師（聲：千葉一伸）看重實力勝過年級序列，認為運氣也是一種實力。
藤原愁（聲：小野賢章）
身高182公分，生日是5月11日。
高一生。祖父為英國人，有著隔代遺傳的髮色與臉孔，貴族世家之後，家境富裕。性格冷靜淡然，弓法華麗，人稱「貴公子」，但本人不在意名號。小學時在清葉弓道場西園寺老師處初識湊，當時湊拉三月空弦而不倦後，終獲得老師認同。初中時與湊、靜彌為隊友。湊因初中大賽早氣致敗對愁抱有歉意。與湊再遇後，關心他腰間舊傷的影響。湊旁觀預賽發現愁的實力較初中時更上一層樓。愁在預賽後向湊提出一定要再次振作的要求，認為兩人是同等高度的對手，未來弓道之路若要更加精進需要湊的存在。後與山之內遼平交好。
對靜彌說「不要繼續去追趕湊，不然遲早會追不上，因為你根本不愛弓道。」
縣大賽個人賽預賽晉級排名第一。
本村宏樹（聲：寺島拓篤）
高三生。弓道部部長。戴眼鏡。性格寬厚，對後輩也用敬語。遼平初期因不認識他，曾不明就裡請教如何克服早氣。
縣大賽個人賽預賽晉級，八射全中與愁平手，再比試論排位時第十二射失靶不敵。
佐瀨大悟（聲：宮崎遊）
高三生。弓道部副部長。正賽會變強的類型，賽試時的命中率比平日練習來得高。
菅原千一（聲：小林裕介）
高一生。與萬次為孿生兄弟，千一為兄。高中始入學桐先，加入弓道部後兄弟倆的速射讓周遭脫序。實力主義者，看重結果，無視社團的年資階級。性好嘲諷挑釁，但在故事後期收斂許多。
後來努力自我磨煉欲與愁並肩，且放棄速射以克服早氣。
菅原萬次（聲：天崎滉平）
高一生。千一的弟弟。與千一的角色性格、情形雷同。
椛島梅太郎（聲：金子誠）
高二生。要求高一的藤原和菅原兄弟把預賽位置讓給高三的部員出賽。
湯島薰（聲：豬股慧士）
高二生。

### 辻峰高中弓道部
外縣公立高中的弓道部。練習環境極差，校內沒有弓道場，在校園內一角用簡陋的設備練習。沒有正式的弓道教練，只有一位不諳弓道的掛名顧問老師。原先只有2名部員，二階堂永亮入學後積極振興弓道部，使人數增加至團體賽所需的5名成員，並將自身多年向叔父茂幸學習弓道的經驗與技藝傳授給部員，最終以學生之姿，帶領辻峰高中弓道部打進全國大賽。曾陰錯陽差地與風舞高中弓道部一行人進行過合宿訓練。
二階堂永亮（聲：福山潤）
高二生。初中時是湊他們的前輩。自叔父茂幸處納策，代部長管理弓道部。對紫外線過敏，故好穿連帽衫。
弓道部各項經費支出皆為其一人打工籌措而來，執拗地不向部員收費。
原作與不破晃士郎相互瞧不過眼。
不破晃士郎（聲：近藤孝行）
高二生。對二階堂的計劃感興趣。會以不太深入的距離觀察二階堂。為了看二階堂的反應會故意捉弄其。
原作與二階堂相處困難，但仍會聽取勸告。常無意間地得知他人秘密。
大田黑賢有（聲：阿座上洋平）
喜好鍛鍊肌肉，體格高大。在與風舞高中弓道部合宿時對妹尾梨可動心，合宿結束後對其告白，然被婉拒。
家中經營壽司店，故能夠熟練地剖魚與製作生魚片、壽司等。
荒垣黎司（聲：梅原裕一郎）
高三生，弓道部部長，終日戴著口罩，陶醉於自己的側顏。
樋口柊馬（聲：廣瀨裕也）
高三生，慢郎中，拉弓時驚人地慢。不懂得察言觀色。

### 其他
瀧川蓮（聲：保村真）
雅貴的親生父母離婚後，雅貴生母與蓮的父親再婚，因而與雅貴成為沒有血緣關係的繼兄弟。相貌英俊，職業是插畫家、=兒童文學作家，興趣是攝影。為人言語舉止略顯輕浮，但原著小說中提到有考取神主執照，會在神社需要時從事神職，但沒有學習過弓道。在合宿期間負責拍攝弓道部的活動。發現弟弟雅貴與從前相比，性格相對柔化，和眾學員在一起時特別開心。
中崎（聲：石井康嗣）
中崎弓具店老闆。認識瀧川兄弟倆。雅貴曾給他自己治好早氣的筆記，老闆則曾傳給遼平看。對自己賣出的弓具極有責任感。
西園寺伸江（聲：久保田民繪）
清葉弓道場老師。愁先入門，小學時期的湊在後。熟稔弓道會的人。關心湊的早氣。
以前與大曾根、雅貴祖父八坂八段是同代的傑出弓手，曾指導雅貴，然因雅貴屬八坂門下，故不入門。本來已隱退不收弟子，然而為湊的認真打動，認為其有天賦，此處提到與雅貴小時情形相似。
原作為男性，名字為西園寺知良

## 術語
弦音
當弓恢復原形時，弦因瞬間的拉扯而產生之聲響。易受外在環境影響，天氣與弓手心理都會使弦音變化。
射法八節
射一支箭時的八個步驟。
體配
指基本的姿勢和動作。
左手執緊弓
握弓處的握法。其實左右手的握法皆有，但一般是指左手。
皆中
全數命中，是謂皆中。
卷藁
練習工具，將稻梗綁捆成束，可以作射箭練習的標靶。
弽
保護右手手指的鹿皮製手套。
弓返
射箭後，弓弦以握弓處為中心向握弓的手手背回轉。
早氣
過早放箭。在射箭時，弓手會下意識提早放手射箭的現象。在射法八節的第六個步驟前無法完成瞄準即射箭，也屬早氣。類似弓手的易普症。

## 出版書籍

### 小說
| 冊數 | KA Esuma文庫            | KA Esuma文庫   | KA Esuma文庫           |
| 冊數 | 標題                    | 初版發行日期   | ISBN                   |
| ---- | ----------------------- | -------------- | ---------------------- |
| 1    | 弦音－風舞高中弓道部－  | 2016年12月26日 | ISBN 978-4-907064-59-4 |
| 2    | 弦音－風舞高中弓道部－2 | 2018年2月9日   | ISBN 978-4-907064-77-8 |
| 3    | 弦音－風舞高中弓道部－3 | 2022年8月19日  | ISBN 978-4-910052-29-8 |

## 電視動畫
2017年10月23日宣布製作電視動畫，以弦音為標題，2018年10月21日起至2019年1月20日在NHK綜合頻道首播。
作品標語「讓動聽的弦音響徹（美しい弦音（つるね）を響かせたいー。）」。

### 製作人員
|            | 第1期                        | 第2期                        |
| ---------- | ---------------------------- | ---------------------------- |
| 原作       | 綾野ことこ                   | 綾野ことこ                   |
| 原作插畫   | 森本ちなつ                   | 森本ちなつ                   |
| 導演       | 山村卓也                     | 山村卓也                     |
| 劇本統籌   | 横手美智子                   | 横手美智子                   |
| 人物設定   | 門脇未來                     | 門脇未來                     |
| 總作畫監督 | 丸木宣明                     | 丸木宣明                     |
| 美術監督   | 落合翔子                     | 落合翔子                     |
| 3D美術     | 篠原睦雄                     | 篠原睦雄                     |
| 色彩設計   | 秦あずみ                     | 秦あずみ                     |
| 道具設定   | 唐田洋                       | 唐田洋                       |
| 攝影監督   | 船本孝平                     | 船本孝平                     |
| 3D監督     | 山本倫                       | 山本倫                       |
| 監修       | 武本康弘                     | 不適用                       |
| 剪輯       | 重村建吾                     | 重村建吾                     |
| 音響監督   | 鶴岡陽太                     | 鶴岡陽太                     |
| 音樂       | 富貴晴美                     | 横山克                       |
| 音樂製作   | Lantis、Heart Company        | Lantis、Heart Company        |
| 制作人     | 中村伸一、鈴木めぐみ、齋藤滋 | 中村伸一、鈴木めぐみ、齋藤滋 |
| 制作人     | 髙島龍平                     | 山本早希子、安井一成         |
| 企劃製作人 | 八田英明                     | 八田英明                     |
| 動畫制作   | 京都動畫                     | 京都動畫                     |
| 出品       | 弦音製作委員會               | 弦音II製作委員會             |

### 主題歌

#### 第1期
片頭曲Naru
作詞、作曲：PON，編曲：本間照光、LUCK LIFE，主唱：LUCK LIFE
片尾曲
作詞、作曲：藤井萬利子，編曲：村山☆潤，主唱：ChouCho

#### 第2期
片頭曲 ℃
作詞、作曲：PON，編曲：LUCK LIFE，主唱：LUCK LIFE
片尾曲ヒトミナカ
作詞、作曲、編曲、主唱：丁

### 各話列表（第一期＆第二期）
| 話數            | 中文標題 日文標題               | 編劇       | 分鏡                       | 演出            | 作畫監督                           |
| 第1期           | 第1期                           | 第1期      | 第1期                      | 第1期           | 第1期                              |
| --------------- | ------------------------------- | ---------- | -------------------------- | --------------- | ---------------------------------- |
| 第一話          | 少年在射箭場 少年は矢庭に       | 橫手美智子 | 山村卓也                   | 山村卓也        | 丸木宣明 門 未來                   |
| 第二話          | 迫不及待 矢も楯も堪らず         | 橫手美智子 | 山村卓也                   | 藤田春香        | 明見裕子 高瀨亞貴子                |
| 第三話          | 正當相遇之時 出会いの矢先       | 吉野弘幸   | 山村卓也                   | 武本康弘        | 角田有希                           |
| 第四話          | 不協調的箭尾 合わない筈         | 横手美智子 | 澤真平                     | 澤真平          | 丸子達就 明見裕子                  |
| 第五話          | 事出突然 矢の使いで             | 横手美智子 | 石立太一 藤田春香          | 小川太一        | 池田和美 角田有希                  |
| 第六話          | 拉弓的理由 弓引く理由           | 横手美智子 | 山田尚子                   | 山田尚子        | 高瀨亞貴子                         |
| 第七話          | 再會 再、会                     | 吉野弘幸   | 北之原孝將                 | 北之原孝將      | 岡村公平                           |
| 第八話          | 箭矢所向 矢を向けて             | 吉野弘幸   | 石立太一                   | 太田稔          | 明見裕子 池田和美                  |
| 第九話          | 猜不透的想法 明かせぬ手の内     | 横手美智子 | 河浪榮作                   | 河浪榮作        | 西屋太志 岡村公平 池田和美         |
| 第十話          | 永不分離的心 離れぬ心           | 横手美智子 | 武本康弘 山村卓也 藤田春香 | 武本康弘        | 角田有希                           |
| 第十一話        | 脫弦的痛楚 空筈の痛み           | 吉野弘幸   | 澤真平                     | 澤真平          | 丸子達就 岡村公平                  |
| 第十二話        | 五支箭 五本の矢                 | 吉野弘幸   | 山田尚子 小川太一          | 小川太一        | 池田和美 明見裕子                  |
| 第十三話        | 無可代替 かけがえのない         | 橫手美智子 | 山村卓也                   | 太田稔 山村卓也 | 門 未來 池田和美 丸子達就 角田有希 |
| 第十四話（OVA） | 大事不妙 矢場い                 | 橫手美智子 | 北之原孝將                 | 北之原孝將      | 岡村公平 丸木宣明                  |
| 第2期           |                                 |            |                            |                 |                                    |
| 第一話          | 致夏天的箭聲 夏への矢声         | 橫手美智子 | 山村卓也                   | 山村卓也        | 高橋真梨子                         |
| 第二話          | 氣勢如虹 気は、輪をかけるように | 橫手美智子 | 山村卓也                   | 小川太一        | 岡村公平                           |
| 第三話          | 晨風吹拂 朝嵐が吹く             | 橫手美智子 | 山村卓也                   | 北之原孝將      | 引山佳代                           |
| 第四話          | 節奏大亂 拍子の大離れ           | 橫手美智子 | 石原立也                   | 石原立也        | 池田和美                           |
| 第五話          | 推手和拉手 押し手、引い手       | 吉野弘幸   | 山村卓也                   | 河浪榮作        | 高橋真梨子                         |
| 第六話          | 姫反成形 姫反り成る             | 吉野弘幸   | 山村卓也                   | 北之原孝將      | 岡村公平                           |
| 第七話          | 瞄準之心 的射る心               | 橫手美智子 | 山村卓也                   | 太田稔          | 門 未來 引山佳代                   |
| 第八話          | 箭矢飛行方向 矢筋道             | 橫手美智子 | 山村卓也                   | 石原立也        | 德山珠美                           |
| 第九話          | 反曲的意志 裏反る意思           | 吉野弘幸   | 石原立也                   | 以西芽衣        | 高橋真梨子                         |
| 第十話          | 任性的黎明 勝手な夜明け         | 吉野弘幸   | 河浪榮作                   | 河浪榮作        | 岡村公平                           |
| 第十一話        | 默契之处 息合う場所             | 橫手美智子 | 太田稔                     | 太田稔          | 德山珠美                           |
| 第十二話        | 连结的一射 繋がりの一射         | 橫手美智子 | 山村卓也                   | 山村卓也        | 門脇未來                           |
| 第十三話        | 净气的鸣弦 気、祓う鳴弦         | 松田はる菜 | 北之原孝将                 | 河浪榮作        | 丸木宣明                           |

### 播放單位
日本深夜動畫：下文記載的日本国内播放時間使用日本標準時間（UTC+9）表示。因為部分時間标识會採用30小时制，因此請留意这类超过24:00的时间，其實際播放時間為翌日清晨。
第1期:
| 播放期間                | 播放時間                  | 播放地區                 | 備註     |
| ----------------------- | ------------------------- | ------------------------ | -------- |
| 2018年10月21日－1月20日 | 星期日 24時10分－24時35分 | 日本全國（近畿地區之外） | 字幕播出 |
|                         | 星期日 24時50分－25時15分 | 近畿廣域圈               | 字幕播出 |

| 播放期間                | 播放時間             | 播放網站                       |
| ----------------------- | -------------------- | ------------------------------ |
| 2018年10月30日－1月22日 | 星期一 24時00分 更新 | d動畫商城                      |
|                         | 星期三 12時00分 更新 | U-NEXT Anime放題 （ 日语 ： アニメ放題） |

| 播映地區                   | 播映平台 | 播映日期                | 播映時間              | 備註     |
| -------------------------- | -------- | ----------------------- | --------------------- | -------- |
| 中國大陸、香港、澳門、台灣 | 哔哩哔哩 | 2018年10月21日－1月20日 | 星期四 00:00（UTC+8） | 簡體字幕 |

第2期:
| 播映地區         | 播映平台 | 播映日期       | 播映時間              | 備註   |
| ---------------- | -------- | -------------- | --------------------- | ------ |
| 香港、澳門、台灣 | Bilibili | 2023年1月5日－ | 星期四 00:00（UTC+8） | [ 18 ] |

### 藍光&DVD
| 卷數  | 發行日期      | 收錄話數       | 規格編號   | 規格編號   |
| 卷數  | 發行日期      | 收錄話數       | 藍光       | DVD        |
| 第1期 | 第1期         | 第1期          | 第1期      | 第1期      |
| ----- | ------------- | -------------- | ---------- | ---------- |
| 1     | 2019年1月9日  | 第1話～第3話   | PCXE-50871 | PCBE-56071 |
| 2     | 2019年2月6日  | 第4話～第6話   | PCXE-50872 | PCBE-56072 |
| 3     | 2019年3月6日  | 第7話～第9話   | PCXE-50873 | PCBE-56073 |
| 4     | 2019年4月3日  | 第10話～第12話 | PCXE-50874 | PCBE-56074 |
| 5     | 2019年5月1日  | 第13話～第14話 | PCXE-50875 | PCBE-56075 |
| 第2期 |               |                |            |            |
| 1     | 2023年3月15日 | 第1話～第5話   | PCXE-51051 | PCBE-56531 |
| 2     | 2023年4月19日 | 第6話～第9話   | PCXE-51052 | PCBE-56532 |
| 3     | 2023年5月17日 | 第10話～第13話 | PCXE-51053 | PCBE-56533 |

## 劇場版
2020年10月22日發佈了劇場版決定製作的消息，由電視版導演山村卓也繼續擔任。

## 腳註

## 外部連結
- 『弦音－風舞高中弓道部－』官方網站｜KA Esuma文庫（日語）
- 電視動畫『弦音－風舞高中弓道部－』官方網站 （日語）
- 『弦音－風舞高中弓道部－』官方的X（前Twitter） （日語）